# Edgar Katzenstein
Edgar Katzenstein (* 26. November 1879 in Lissabon, Portugal; † 17. Juli 1953 in Hamburg) war ein deutscher Ruderer.

## Biografie
Bei den Olympischen Spielen 1900 wurden auf der Seine in Paris erstmals olympische Wettkämpfe im Rudern ausgetragen. Der Germania Ruder-Club aus Hamburg entsandte einen Achter, die Crew bildeten Gustav Goßler, Oskar Goßler, Ernst Jencquel, Theodor Laurezzari, Waldemar Tietgens, Arthur Warncke, Edgar Katzenstein und sein Bruder Walther Katzenstein, sowie Alexander Gleichmann von Oven als Steuermann. Die Crew erreichte das Finale, für diesen Lauf wurde der Steuermann Gleichmann von Oven durch den leichteren Carl Goßler (45 Pfund) ausgetauscht. Der deutsche Achter beendete das Rennen als Letzter und belegte somit den vierten Rang.